# Transcoder and Rate Adaptation Unit
 (octobre 2023).
Si vous disposez d'ouvrages ou d'articles de référence ou si vous connaissez des sites web de qualité traitant du thème abordé ici, merci de compléter l'article en donnant les références utiles à sa vérifiabilité et en les liant à la section « Notes et références ».

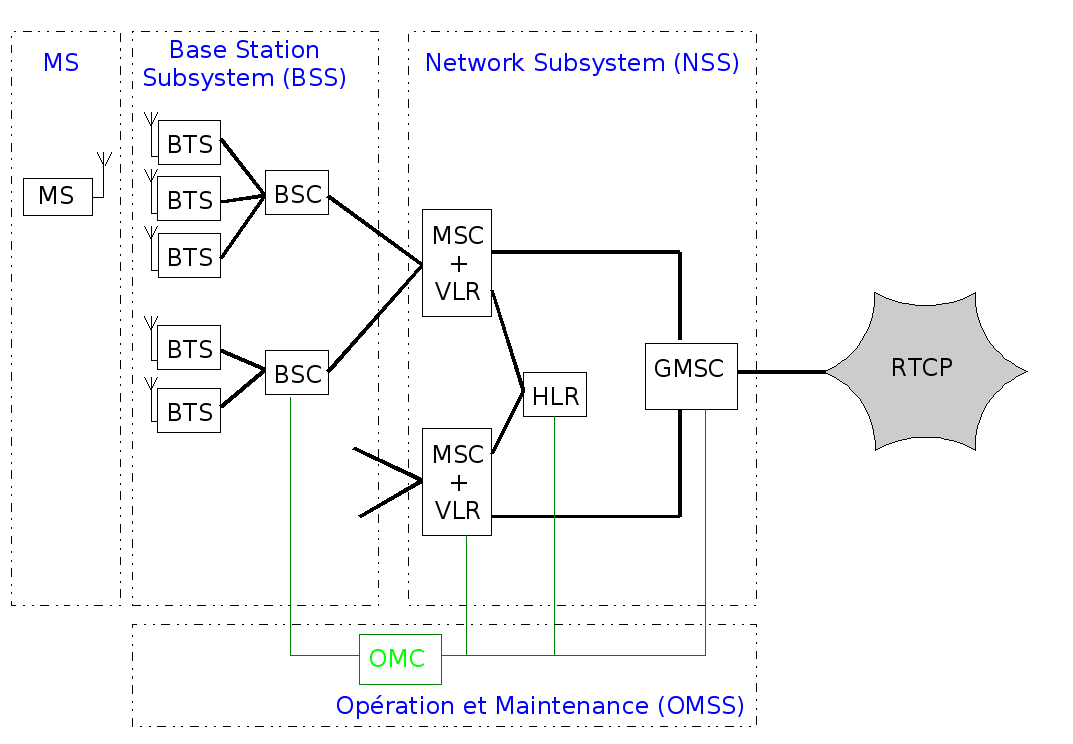
BTS et BSC dans un réseau GSM.

La TRAU (Transcoder and Rate Adaptation Unit, ou unité de transcodage et d'adaptation de débit), est une unité (un équipement) de transcodage présente dans les réseaux de téléphonie mobile de type GSM.
Le débit du canal radio GSM est de 13 kbit/s, tandis que celui du canal de liaison PCM du téléphone fixe est de 64 kbit/s : il est donc nécessaire de réaliser un transcodage au niveau des stations de base (BTS). Deux solutions peuvent être mises en œuvre :
1. multiplexer quatre canaux à 13 kbit/s pour produire un canal à 64 kbit/s. Dans ce cas, le débit est relativement faible entre la BTS et la BSC ;
2. faire passer le débit de chaque canal à 64 kbit/s. Dans ce cas le débit entre BTS et BSC est quatre fois plus important que ci-dessus, mais les équipements sont banalisés (à la norme PCM 64 kbit/s) dès la BTS.